# Кашина Мели (Леко)
Кашина Мели је насеље у Италији у округу Леко, региону Ломбардија.
Према процени из 2011. у насељу је живело 26 становника. Насеље се налази на надморској висини од 270 м.